# Yellow Red Koninklijke Voetbalclub Mechelen
El Yellow Red Koninklijke Voetbalclub Mechelen (YR KV Mechelen) és un club de futbol de Bèlgica, de la ciutat de Malines, a Flandes. També és conegut pel seu nom en francés: FC Malines. Va ser fundat el 1904 i actualment juga a la primera divisió belga.

## Història
El club va ser fundat el 1904, amb el nom de FC Malinois. L'any següent s'afilià a l'URBSFA. El 1929 obté el títol de reial, que afegeix al seu nom (RFC Malinois). La seva primera gran època la visqué als anys 40, amb tres títols de lliga belga. El 1970 tradueix el seu nom al flamenc: KV Mechelen. Visqué una segona època brillant durant el període 1987-1990, on guanyà lliga, copa i recopa d'Europa. L'any 2003 va patir una fallida financera, baixant diverses categories i essent forçat a canviar de nou, per l'actual YR KV Mechelen.

## Palmarès

### Tornejos nacionals
- Lliga belga (4): 1943, 1946, 1948, 1989
- Copa de Bèlgica (2): 1987, 2019

### Tornejos internacionals
- Recopa d'Europa (1): 1988
- Supercopa d'Europa (1): 1988

### Tornejos amistosos
- Trofeu Joan Gamper (1): 1989

## Jugadors històrics
- Eli Ohana
- Michel Preud'homme
- Klas Ingesson
- Erwin Koeman
- Kennet Andersson
- René Eijkelkamp